# 許盤清
许盘清（1955年—），男，江苏宜兴人，历史地理研究专家，三江学院历史与文化地图研究院教授兼院长，兼任南京大学中国南海研究协同创新中心兼职研究员，南京师范大学虚拟地理环境教育部重点实验室讲座教授，上海交通大学历史系兼职研究员。长期从事地图研究工作，在中华文明前四史地图地名考证和南海岛礁地名考证方面，有多种论著。

## 生平
- 1955年，出生于江苏省宜兴市丁山镇。
- 1977年，考入南京化工学院，进入基本有机合成专业学习。
- 1978年10月，被学校选派进入南京气象学院兼修英语。
- 毕业后，留校担任英语老师。
- 1992年，辞职经商。
- 1998年，辞职回南京从事研究工作。
- 2008年2月，受聘进入三江学院，创立历史地图研究中心，他以历史地图为基础，同时教授英语、计算机、历史、地理等各门学科。
- 2019年，历史与文化地图研究院创建，担任院长。

## 著作年表
- 2002年，与周文业共同出版“《三国演义》《三国志》对照本”上下冊，江苏古籍出版社，ISBN 7-80643-759-2。
- 2003年，出版《建筑动画漫游实例》，清华大学出版社，ISBN 978-7-8949-4117-6，ISBN 7-89494-117-4。
- 2004年，出版历史书籍《三国风云地图说》，内含自绘的数百张三国地图。地震出版社，北京，2004。
- 2009年，张大可，许盘清出版《话说三国》，中国文史出版社，2009年1月，ISBN 9787503417832。
- 2010年，《史记地图集》第一版出版，地震出版社，北京。“百家讲坛”主讲人王立群作序：“以有形的图像诠释无的事件，以眼前可见的地图显示古代已消失的时空”。

从2013年起，他陆续收集了2100多套涉及南海的西方古地图，整理涉及菲律宾的西方古地图310种、航海史料90余种，并逐一查看地图上标记的南海诸岛名称、地理位置，详究来龙去脉。完成了南海中心的地图平台的构建工作。同时整理出我国南海120多个岛屿在地图上的历史演变，编写了10卷本《南海岛礁名沿革》，并相继完成了《越南岛屿沿革详考与古Pracel》、《越南提出“黄沙”所对应于今天的地理位置》等研究项目，原创性地提出时空地图套叠分析技术，以确凿的证据展示了黄岩岛和西沙群岛的主权沿革史实。
- 主持国家海洋局国际合作司委托的《基于西方地图文献的黄岩岛地名沿革》研究项目，该项目建立了黄岩岛地图专用平台，通过分析黄岩岛的历史沿革，证明西班牙从未把黄岩岛划入菲律宾版图。
- 2016年，出版《汉书地图集》（全二册，含《汉书地名汇释表》），地震出版社，北京，2016年10月，ISBN 978-7-5028-4417-2。
- 2017年，出版《史记地图集》第二版（全二册，含《史记地名汇释表》），地震出版社，北京，2017年，ISBN 978-7-5028-4560-5。
- 2018年，许盘清地图绘制《三国演义·地图珍藏本》（上下册），北方文艺出版社，2018年10月，ISBN 9787531741763。

## 所获荣誉
- 2017年6月，获国家海洋局颁发的“2016年度海洋人物”称号。[3]